# Saint Francis River (Elk River)
Der Saint Francis River ist ein 115 km langer Nebenfluss des Elk Rivers im Osten von Minnesota in den Vereinigten Staaten. Über den Elk River ist er Teil des Einzugsgebietes des Mississippi Rivers und entwässert ein Gebiet, das früher überwiegend von Hartholzgewächsen und Nadelhölzern bewachsen war und aus einer durch flache bis gewellte Grundmoränenlandschaft besteht.
Der Saint Francis River entspringt in der Alberta Township im nordöstlichen Benton County und fließt allgemein südwärts durch den Osten des Countys an  Foley vorbei. Dabei mündet ein kleiner Zufluss ein, der als West Branch St. Francis River bekannt ist. Im Norden des Sherburne County angelangt wendet sich der Fluss nach Osten und fließt später süd- und südwestwärts durch das Sherburne National Wildlife Refuge und den Sand Dunes State Forest. Er mündet in der Big Lake Township im Süden des Sherburne Countys in den Elk River, etwa zwei Kilometer nördlich der Stadt Big Lake.

## Geschichte und Naturschutz
Seit mehr als zehntausend Jahren lebten im Tal des Saint Francis River Menschen. Siedlungen des Indianer Nordamerikas im Sherburne National Wildlife Refuge datieren etwa bis ins Jahr 1300 zurück. In jüngerer Zeit wurde das Gebiet während der 1870er-Jahre unter dem Heimstättengesetz besiedelt.
Ursprünglich war das Becken des Saint Francis River eines der wildreichsten Gebiete in Minnesota, in dem dank der Vielzahl kleinerer Seen und Flussauen in der Nähe des Flusses, sowie der umgebenden Vergation mit Wildreis und anderen Feuchtgebietspflanzen große Mengen von Wildenten, Bisamratten, Biber und Nerze ein gutes Auskommen hatten. Die umliegenden Hochufer waren Habitat für Wapiti, Bison, und Grauwölfe. Bis zur Mitte des 20. Jahrhunderts haben verschiedene Einflüsse den Wert des Lebensraums für Tiere und Pflanzen stark reduziert. Feuchtgebiete wurden durch Entwässerungsgräben trockengelegt, die in den 1920er-Jahren gebaut wurden, um die landwirtschaftliche Nutzfläche zu erhöhen. Während der frühen 1940er-Jahre drangen Karpfen in die Seen und Flüsse der Region vor. Deren Fressverhalten führte zu einem Umwerfen der vorhandenen Vegetation, die für den Wildreichtum im Wasser wichtig war. Außerdem wurden die ursprünglichen Eichensavannen in Landwirtschaftsflächen oder Wohngebiete umgewandelt. Im Jahre 1965 wurde das Sherburne National Wildlife Refuge gegründet, um zu versuche, die Wiederherstellung des ursprünglichen Habitats für Wildtiere am St. Francis River wiederherzustellen.

## Weblink
- Sherburne National Wildlife Refuge: History (englisch)